# Nanodiplosis squamosus
Nanodiplosis squamosus är en tvåvingeart som först beskrevs av Jean-Jacques Kieffer 1911.  Nanodiplosis squamosus ingår i släktet Nanodiplosis och familjen gallmyggor.
Artens utbredningsområde är Seychellerna. Inga underarter finns listade i Catalogue of Life.